# Pink Friday: Roman Reloaded
Pink Friday: Roman Reloaded – drugi studyjny album amerykańskiej raperki Nicki Minaj. Album wydany został 3 kwietnia 2012 przez wytwórnie Young Money Entertainment, Cash Money Records i Universal Republic Records.
Na płycie gościnnie wystąpili: Cam’ron, Rick Ross, 2 Chainz, Lil Wayne, Nas, Drake, Young Jeezy, Chris Brown, Bobby V i Beenie Man. Album był promowany singlem "Starships", którego premiera miała miejsce 14 lutego 2012. Zadebiutował na 9. miejscu notowania Billboard Hot 100. Kolejnymi singlami zostały "Beez in the Trap" z 2 Chainz i "Right by My Side" z Chrisem Brownem. Płyta jest promowana również podczas trasy koncertowej Pink Friday Tour.
Album jest podzielony na dwie części: pierwsza to utwory hip-hop a druga pop i dance. Nad płytą pracowali producenci z którymi Minaj jeszcze nie pracowała, m.in. RedOne, Dr. Luke i Alex da Kid.
Na liście Billboard 200 album zadebiutował na miejscu pierwszym. Znalazł się też na szczycie list w Kanadzie i Wielkiej Brytanii.

## Single
- "Starships" - pierwszy singel z albumu wydany 14 lutego 2012. Zastąpił Va Va Voom który początkowo miał być pierwszym singlem. Teledysk do utworu ukazał się 26 kwietnia 2012. Na liście Billboard Hot 100 piosenka znalazła się najwyżej na pozycji piątej.

- "Right by My Side" - 27 marca 2012 wydany jako drugi singel. W piosence gościnnie wystąpił Chris Brown. Teledysk do piosenki miał premierę 16 maja 2012. Utwór zadebiutował na liście Billboard Hot 100 na pozycji 51.

- "Beez in the Trap" - kolejny singel wydany 24 kwietnia 2012. 2 Chainz wystąpił gościnnie w utworze. 6 kwietnia 2012 pojawił się teledysk do singla. Piosenka na liści Billboard Hot 100 znalazła się na najwyższej pozycji 48.

- "Pound the Alarm" - 17 lipca 2012 został wydany jako czwarty singel z albumu i drugi międzynarodowy. Teledysk ukazał się 31 lipca 2012.

- "I Am Your Leader" - został wydany 25 sierpnia 2012 roku. W teledysku gościnnie wystąpił Rick Ross i Cam'Ron.
- "The Boys" - został wydany jako pierwszy singiel z reedycji krążka Pink Friday: Roman Reloaded zatytułowanej Pink Friday: Roman Reloaded - The Re-Up. Dnia 18 października miał swoją premierę na oficjalnym kanale Nicki Minaj. W teledysku wystąpiła wraz z Cassie[2].

- "Come On A Cone" - został wydany 15 października 2012 roku jako drugi teledysk z płyty Pink Friday: Roman Reloaded - The Re-Up, a siódmy z Pink Friday: Roman Reloaded .Teledysk został nagrany na koncertach ale są w nim również sceny z gal na których była Nicki Minaj[3].

- "Va Va Voom" - został wydany 26 października 2012 roku jako trzeci singel z płyty Pink Friday: Roman Reloaded - The Re-Up, a ósmy z Pink Friday: Roman Reloaded. Teledysk jest utrzymany w baśniowym i magicznym klimacie[4].

## Lista utworów
| Nr  | Tytuł utworu                                    | Tekst                                                                            | Produkcja                                 | Długość |
| --- | ----------------------------------------------- | -------------------------------------------------------------------------------- | ----------------------------------------- | ------- |
| 1.  | „Roman Holiday”                                 | Onika Maraj, Winston Thomas, Larry Nacht, Safaree Samuels                        | Blackout, Pink Friday Productions         | 4:05    |
| 2.  | „Come on a Cone”                                | Maraj, Chauncey Hollis                                                           | Hit-Boy                                   | 3:05    |
| 3.  | „I Am Your Leader” (feat. Cam’ron & Rick Ross)  | Maraj, Hollis, William Roberts II, Cameron Giles                                 | Hit-Boy                                   | 3:33    |
| 4.  | „Beez in the Trap” (feat. 2 Chainz)             | Maraj, Maurice Jordan, Tauheed Epps                                              | Kenoe                                     | 4:28    |
| 5.  | „HOV Lane”                                      | Maraj, Ryan Marrone, Garrick Smith, Samuels                                      | Ryan & Smitty                             | 3:13    |
| 6.  | „Roman Reoladed” (feat. Lil Wayne)              | Maraj, Dwayne Carter, Ricardo LaMarre, Samuels                                   | Rico Beats, Pink Friday Productions       | 3:16    |
| 7.  | „Champion” (feat. Drake, Young Jeezy & Nas)     | Maraj, Tyler Williams, Nikhil Seetharam, Aubrey Graham, Jay Jenkins, Nasir Jones | T-Minus, Nikhil S.                        | 4:56    |
| 8.  | „Right by My Side” (feat. Chris Brown)          | Maraj, Andrew Wansel, Warren Felder, Ester Dean, Jameel Roberts, Ronny Colson    | Andrew "Pop" Wansel, Oak, Flip, JProof    | 4:25    |
| 9.  | „Sex in the Lounge” (feat. Lil Wayne & Bobby V) | Maraj, Ernest Wilson, Matthew Hall, Dwayne Carter, Bobby Wilson, Safaree Samuels | M.E. Productions, Pink Friday Productions | 3:27    |
| 10. | „Starships”                                     | Maraj, Nadir Khayat, Carl Falk, Rami Yacoub, Wayne Hector                        | RedOne, Rami, Falk                        | 3:30    |
| 11. | „Pound the Alarm”                               | Maraj, Khayat, Falk, Yacoub, Bilal Hajji, Achraf Jannusi                         | RedOne, Falk, Rami                        | 3:25    |
| 12. | „Whip It”                                       | Maraj, Khayat, Alex Papaconstantinou, Bjoern Djupstom, Hajji, Hector             | RedOne, Alex P                            | 3:15    |
| 13. | „Automatic”                                     | Maraj, Khayat, Jimmy Thornfeldt, Geraldo Sandell                                 | RedOne, Jimmy Joker                       | 3:18    |
| 14. | „Beautiful Sinner”                              | Maraj, Alexander Grant, Ester Dean                                               | Alex da Kid                               | 3:47    |
| 15. | „Marilyn Monroe”                                | Maraj, Daniel James, Leah Haywood, Ross Golan, Jonathan Rotem                    | J.R. Rotem, Dreamlab                      | 3:16    |
| 16. | „Young Forever”                                 | Maraj, Lukasz Gottwald, Kelly Sheehan, Henry Walter                              | Dr. Luke, Cirkut                          | 3:06    |
| 17. | „Fire Burns”                                    | Maraj, Wansel, Felder                                                            | Wansel, Oak                               | 2:59    |
| 18. | „Gun Shot” (feat. Beenie Man)                   | Maraj, Daniel Johnson, Moses Davis, Christian Grossett                           | Kane Beatz                                | 4:39    |
| 19. | „Stupid Hoe”                                    | Maraj, Tina Dunham, Samuels                                                      | DJ Diamond Kuts, Pink Friday Productions  | 3:16    |
|     |                                                 |                                                                                  |                                           | 1:08:59 |

| Deluxe Edition | Deluxe Edition                   | Deluxe Edition                                      | Deluxe Edition                 | Deluxe Edition |
| Nr             | Tytuł utworu                     | Tekst                                               | Produkcja                      | Długość        |
| -------------- | -------------------------------- | --------------------------------------------------- | ------------------------------ | -------------- |
| 1.             | „Turn Me On” (oraz David Guetta) | Maraj, David Guetta, Giorgio Tuinfort, Dean         | Guetta, Tuinfort, Black Raw    | 3:19           |
| 2.             | „Va Va Voom”                     | Maraj, Gottwald, Allan Grigg, Max Martin, Walter    | Dr. Luke, Kool Kojak, Cirkut   | 3:03           |
| 3.             | „Masquerade”                     | Maraj, Gottwald, Benjamin Levin, Max Martin, Walter | Dr. Luke, Benny Blanco, Cirkut | 3:48           |
|                |                                  |                                                     |                                | 10:10          |

## Notowania i certyfikaty
| Lista (2012)                      | Najwyższa pozycja |
| --------------------------------- | ----------------- |
| Australia (ARIA Charts)           | 5                 |
| Austria (Ö3 Austria Top 40)       | 49                |
| Belgia (Flandria) (Ultratop)      | 23                |
| Belgia (Wallonia) (Ultratop)      | 35                |
| Dania (Tracklisten)               | 25                |
| Finlandia (Musiikkituottajat)     | 48                |
| Francja                           | 20                |
| Hiszpania (PROMUSICAE)            | 60                |
| Holandia (MegaCharts)             | 24                |
| Irlandia (IRMA)                   | 2                 |
| Kanada (Canadian Albums Chart)    | 1                 |
| Norwegia (VG-lista)               | 9                 |
| Nowa Zelandia (RIANZ)             | 3                 |
| Szwajcarja (Hitparade)            | 24                |
| Szwecja (Sverigetopplistan)       | 37                |
| USA (Billboard 200)               | 1                 |
| USA (R&B/Hip-Hop Albums)          | 1                 |
| USA (Rap Albums)                  | 1                 |
| Wielka Brytania (UK Albums Chart) | 1                 |
| Wielka Brytania (UK R&B Chart)    | 1                 |

| Kraj                  | Certyfikat |
| --------------------- | ---------- |
| USA (RIAA)            | 2× platyna |
| Wielka Brytania (BPI) | Platyna    |
| Polska (ZPAV)         | Złoto      |
| Australia (ARIA)      | Złoto      |
| Irlandia (IRMA)       | Platyna    |

## Historia wydania
| Kraj            | Data            | Format               | Wytwórnia                     |
| --------------- | --------------- | -------------------- | ----------------------------- |
| Wielka Brytania | 2 kwietnia 2012 | CD; Digital download | Universal, Island; Cash Money |
| Australia       | 2 kwietnia 2012 | Digital download     | Cash Money                    |
| Francja         | 2 kwietnia 2012 | Digital download     | Cash Money                    |
| Nowa Zelandia   | 2 kwietnia 2012 | Digital download     | Cash Money                    |
| Polska          | 2 kwietnia 2012 | Digital download     | Cash Money                    |
| USA             | 3 kwietnia 2012 | Digital download     | Cash Money                    |
| Polska          | 3 kwietnia 2012 | CD                   | Universal Music Polska        |
| USA             | 3 kwietnia 2012 | CD                   | Universal Republic            |
| USA             | 19 czerwca 2012 | LP                   | Cash Money                    |